# Hadj Mohammed Mesfewi
Hadj Mohammed Mesfewi (arabisch الحاج محمد المسفيوي, DMG al-Ḥāǧǧ Muḥammad al-Masfīwī), genannt der Erzmörder von Marrakesch, († 13. Juni 1906) war ein marokkanischer Serienmörder, der mindestens 36 Frauen ermordete und dafür hingerichtet wurde.

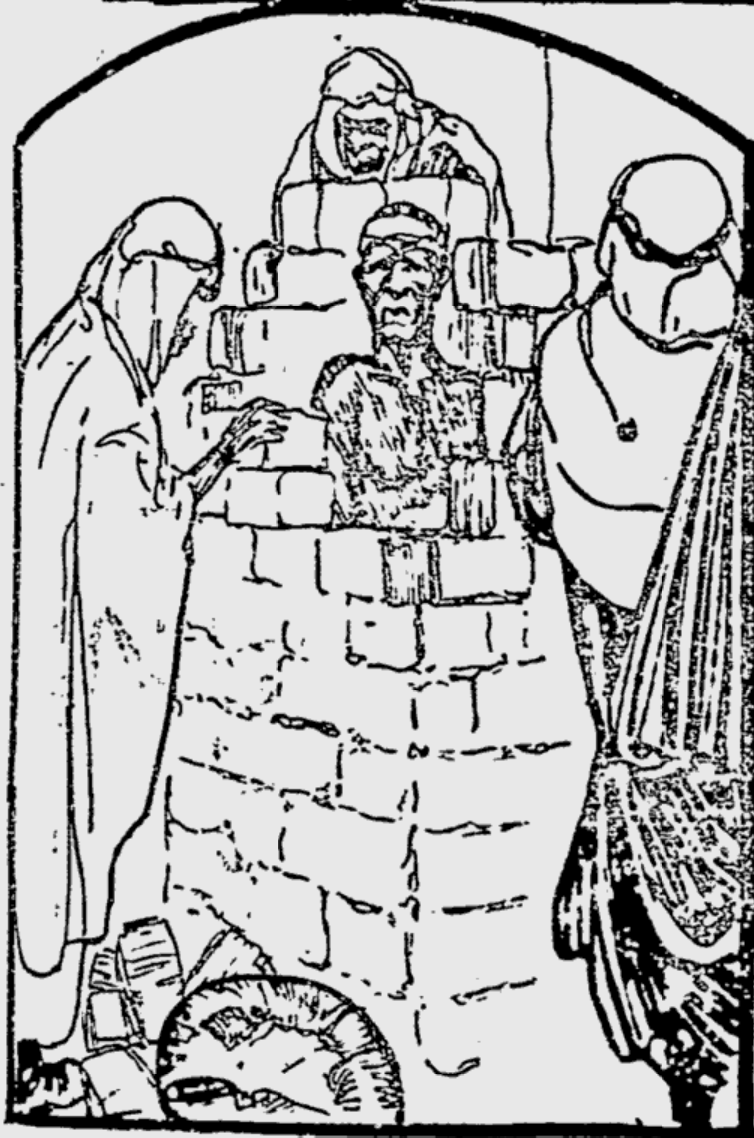
Darstellung von Mesfewis Einmauerung in einer Zeitung, 1906

## Morde
Mesfewi arbeitete als Schuster und Händler. Mit Unterstützung einer 70-jährigen Frau namens Rahali lud er junge Frauen zum Essen ein, setzte sie unter Drogen und tötete sie im Schlaf.
Die Familie eines der Opfer verfolgte die letzten bekannten Aufenthaltsorte ihrer Tochter und stießen dabei auf Rahali (auch als Annah bekannt). Rahali wurde von der Familie des Opfers gefasst und unter Folter zum Geständnis gezwungen. Sie gab an, dass sie mit Mesfewi zusammenarbeitete, um junge Frauen zu betäuben, auszurauben und zu ermordet wurden. Rahali starb infolge der erlittenen Misshandlungen. Die Behörden verhafteten daraufhin Mesfewi, der die Morde gestand.
Unter seinem Laden konnten 26 vergrabene, mit einem Dolch verstümmelte Leichen gefunden werden. Unter einem weiteren Grundstück, welches ihm gehörte, wurden zehn Leichen gefunden. Er raubte seine Opfer aus, um sich zu bereichern, und tötete sie anschließend.

## Hinrichtung
Mesfewi sollte ursprünglich am 2. Mai 1906 gekreuzigt werden, obwohl der Koran diese Art der Bestrafung verbietet. Aufgrund der Empörung ausländischer Diplomaten sollte Mesfewi stattdessen enthauptet werden. Er wurde ab dem 15. Mai auf einem Basar in Marrakesch  öffentlich ausgepeitscht. Er erhielt aufgrund seines Alters täglich nur 10 Peitschenhiebe. Außerdem bestand der öffentliche Wunsch, ihn nicht zu früh sterben zu lassen.
Sein Todesurteil wurde  vom Sultan unterzeichnet und am 11. Juni sollte er lebendig eingemauert werden. Seine Zelle wurde in der Außenmauer des Gefängnisses vorbereitet. Die Maße entsprachen 6 Fuß Höhe, 2 Fuß Breite und 2 Fuß Tiefe. Außerdem wurden Ketten angebracht, um zu verhindern, dass Mesfewi sich den Blicken der Menge würde entziehen können. Während dem Einmauern bewarfen Schaulustigen Mesfewi mit Schmutz und Innereien. Es wurde auch ein Laib Brot und etwas Wasser mit eingemauert. Nach zwei Tagen verstummte Mesfewi.